# (15625) Agrawal
(15625) Agrawal, désignation provisoire 2000 HB35, est un astéroïde de la ceinture principale découvert en 2000.

## Description
(15625) Agrawal a été découvert le 27 avril 2000 à l'observatoire Magdalena Ridge, situé dans le comté de Socorro, au Nouveau-Mexique (États-Unis), par le projet Lincoln Near-Earth Asteroid Research (LINEAR).

### Caractéristiques orbitales
L'orbite de cet astéroïde est caractérisée par un demi-grand axe de 2,58 UA, un périhélie de 2,23 UA, une excentricité de 0,14 et une inclinaison de 15,55° par rapport à l'écliptique. Du fait de ces caractéristiques, à savoir un demi-grand axe compris entre 2 et 3,2 UA et un périhélie supérieur à 1,666 UA, il est classé, selon la JPL Small-Body Database, comme objet de la ceinture principale.

### Caractéristiques physiques
(15625) Agrawal a une magnitude absolue (H) de 14,2 et un albédo estimé à 0,351.

## Étymologie
Cet astéroïde est nommé en l'honneur de Malhaar Agrawal.